# 問題のあるレストラン
『問題のあるレストラン』（もんだいのあるレストラン）は、2015年1月15日から3月19日まで毎週木曜日22時 - 22時54分に、フジテレビ系の「木曜劇場」枠で放送された日本のテレビドラマ。主演は真木よう子。
職場で理不尽な目に遭った主人公が、友人や元同僚とビストロレストランを開店するドラマ作品。坂元裕二による脚本、並木道子による演出など2013年放送の同枠ドラマ『最高の離婚』と同スタッフによるオリジナルドラマ作品。

## あらすじ
大手飲食サービス会社「ライクダイニングサービス」に勤めていた田中たま子は、親友への性加害を行ったレストラン、職場で警察沙汰の問題を起こして退職をする。裏原宿の雑居ビルの屋上に、友人や元同僚を集め、朽ちたペントハウスを改装し、ポトフをメインにした手作り重視のビストロレストラン「ビストロ フー（bistro fou）」を開店する。店舗の運営は当初トラブルが相次いだものの次第に評判が上がっていく。
また、「ビストロ フー」の正面に位置するライクダイニングの店舗「シンフォニック表参道」では、たま子の元同僚・恋人であった門司誠人がシェフをつとめ、お互いにライバルとして切磋琢磨する。その後、たま子は親友で元同僚の藤村五月と再会し、多くの社員が見ている場で彼女に対して性加害を行ったライクダイニング社長雨木太郎を訴える。しかし、その過程で図らずも、雨木からパワハラを受けた男性の部下がリークする形で藤村側の訴状内容が週刊誌の知る所となり、原告側のことも含めた訴訟の内容が事実と憶測がないまぜのまま世間に周知される事態になる。その結果雨木は辞任、シンフォニックは休業に追い込まれる。
一方、様々な客を呼び込み順調に見えた「ビストロ フー」だったが、「ビストロ フー」側の不手際に関するあるクレームを発端にシンフォニック同様閉店を余儀なくされる。しかし、その300日後、海辺に半ば無理矢理集められ唖然とする元同僚や友人達の前で、今度は海の家を改装してレストランを再建しようと企むたま子の姿があった。

## 登場人物

### ビストロ フー
田中たま子（たなか たまこ）〈32〉
演 - 真木よう子（高校時代：大橋澪乃）
ビストロ フー店長。福井県出身。弁当仕出し会社から「ライクダイニングサービス」に転職し、全国展開を見据えた店舗「シンフォニック」の立上げに参加していた。「シンフォニック表参道」オープン間近に同僚で高校時代からの親友・藤村五月の汚名をすすぐために性加害を働いた社員たちに氷水を浴びせ、警察沙汰になり退職。五月から託されたレシピをもとに「シンフォニック表参道」の向かいに「ビストロ フー」開店を決める。
仕事熱心だが、直情的な性格のため良くも悪くも思い立ったら即行動してしまうタイプなので、結実やハイジからは感情的な行動や見通しの甘さから発生する問題点を指摘されることが多い。
「ビストロ フー」は屋外店舗であり雨天時は休業する。彼女自身も寒がりでダウンジャケットを制服として支給している。またメンバーにお揃いのバンダナを配っている。恋愛の話が苦手であり、そういった話が長引くと自分のおでこを掻く癖がある。第6話では、結実に「掻きすぎです。赤くなってる」と心配され、止められた事があった。
バンダナの色は赤。
新田結実（にった ゆみ）〈23〉
演 - 二階堂ふみ（幼少期：吉澤梨里花）
東京大学出身。元ライクダイニングサービス社員で就職活動中。常に黒い服装であることから、ハイジが「喪服ちゃん」とあだ名をつける。
プライドが高いが、融通が利かない性格。「ビストロ フー」のゼネラルプロデューサー（ゼネP）を名乗り、経営にかかる原価率や採算を即座に計算したり、計画の見通しの甘さを瞬時に見抜く才覚を持つ。
ベンチャー企業立ち上げに誘われた星野に好意を寄せたが、融資相談先で裏切りに会い 失恋。星野から謝罪されるものの、既に気持ちは冷めてしまった。
普段はクールな装いをしているが、先輩から暴力を受ける星野を心配したり、「ビストロ　フー」閉店時には寂しさを我慢できず泣いてしまうなど実は情に厚く優しい。
バンダナの色は緑。
川奈藍里（かわな あいり）〈26〉
演 - 高畑充希
元ライクダイニングサービス本社事業部社員。男性に狙いを付けた時や何かを思い付いた時、髪を耳にかける癖があることから、ハイジが「ミミ」とあだ名をつける。また奈々美からは「きらきら巻き髪量産型女子」と評される。
常に男性受けを気にする恋愛依存症、恋愛至上主義者。ドラマ前半部分では門司に好意を寄せている。
職場における上司のセクハラを無理に抵抗せず愛想良く器用に受け流していたが、同僚の池辺からのストーカー事件とそれに伴う職場の対応をきっかけに退職し、以前から気にしていた「ビストロ フー」に転職する。
コミュニケーション能力が高く、行き場がなくなった子連れの親たちをそれとなくビストロフーに案内したり、初対面のお客さんに対してもスムーズに会話、対応することができる。店ではウェイトレスおよび広報部長。
結実に対しては挑発したり何かと敵対したが、根本では互いに似た気質 を持っており、少しずつ仲間意識が芽生える。
バンダナの色はオレンジ。
雨木千佳（あめき ちか）〈20〉
演 - 松岡茉優（8歳：曽我夏美 / 10歳：本川みのり）
シェフ。極度の対人恐怖症で常にフード付きパーカーを着ていることから、ハイジが「パーカーちゃん」とあだ名をつける。雨木社長の娘であり、たま子に出会う前は親である雨木に対し殺意を抱いていた。
たま子たちと初対面時は金髪にマスクをして口を利けず、スマホを使って話していた。
基本的に自分にも他人にもネガティブであり、口が悪い。
父の女性関係で心を病んだ母・奏子が自室に7年間も引きこもっている間、食事を摂らない母が栄養失調にならないよう幼少時代より料理を作るなどヤングケアラーとして10代を過ごした。
たま子が思い描くレシピの完成形を再現できるほどの料理の腕を持つが、自分自身が料理をすることが本当に好きなのかはわからない。
バンダナの色は黄色。
森村鏡子（もりむら きょうこ） → 三千院鏡子（さんぜんいん きょうこ）〈32〉
演 - 臼田あさ美（高校時代：木村友紀）
スーシェフ。たま子とは高校の剣道部時代からの親友。現在夫と離婚調停中であり、息子が1人いる。日光が眩しいとくしゃみが出る体質。
天然ボケで無神経な言動が多く、「特技がなく家事も満足にできない専業主婦」という評価を自分に対して無意識にしてしまっていたが、以前の環境から生じた呪いによって自己評価を極端に低くつけていたことに気がつき、元々持っていた料理の腕を職場の中で活かせるようになったことで「ビストロ　フー」のスーシェフに任命される。
バンダナの色は青。
烏森奈々美（からすもり ななみ）〈46〉
演 - YOU
ソムリエール。仕事を転々としており、仕出し会社勤務時のたま子の同僚。たびたび昭和時代の話を周囲に振りまき、煙たがられる場面がある。恋愛経験豊富で、作中元カレが何人も登場する。
10年前まで弁護士をしており、五月の事件について雨木への提訴を引き受ける。
物語終盤で東京大学出身の法曹であることがたま子の話から判明し、それを聞いていた結実が唖然となる。
バンダナの色は紫。
几ハイジ（おしまづき ハイジ）〈39〉
演 - 安田顕
パティシエ。引っ込み思案な性格。ゲイのドラァグクイーンなのかトランスジェンダー女性（MtF）なのか本人が明確に定義づけるシーンは無いが、自身の普段の仕草や服装から日本への帰国後に就職した職場に居づらくなる場面が多く悩んでいた。
パリでパティシエの修行経験を積んでおり確かな腕を持っていたので、たま子からの誘いを受け「シンフォニック表参道」の立上げを手伝っていた。その後たま子が独立して開店した「ビストロ　フー」においてもパティシエとして腕を振るった。
両親が他界してからも実家とは疎遠だったが、弟とはとても仲が良い。
自分と同じような珍しい苗字の名刺をコレクションしている。
バンダナの色はピンク。

### シンフォニック表参道
門司誠人（もんじ まこと）〈26〉
演 - 東出昌大
シェフ。料理、仕事が好き。仕事熱心で自己中心的な性格。
パリのコンテストで賞を取りながらもシェフとしては未経験なバーテンダーだったが、「シンフォニック」の立上げ時、たま子が料理の腕を見込みスカウトする。たま子とはかつて恋人関係でもあった。
料理以外のことに関心が無く、星野が陰で暴力をふるわれていたり、川菜が職場でストーカー被害にあった際にも無関心であった。
かつてたま子に「料理に心がない」と言われた事を気にしていたが、「ビストロ フー」と同じ五月レシピのフォンを使うことを取りやめ、全く新しいフォンのレシピを開拓しようと対抗し、オリジナルレシピのポトフを作り上げることに成功する。
自らのやり方で作り上げたポトフを持参し、たま子に大絶賛される。しかしその後はプロポーズしたり、一緒に店をやろうとたま子を誘うが、再びよりを戻す事はなかった。
千佳から料理の腕を尊敬されており、オムレツの作り方を千佳に伝授する際に休業中のシンフォニックに忍び込み、自分が使っているフライパンを千佳に譲った。
雨木の謝罪が上辺だけであった上に自身を侮辱された事に激怒し、雨木を殴ってしまったことで解雇される。その後、星野と共に海辺のホテルレストランに再就職した。
星野大智（ほしの だいち）〈22〉
演 - 菅田将暉
シェフ見習い。素直な性格で優しげな一方、言動が軽薄な「チャラ男」。職場では先輩の職員たちから陰で暴力を振るわれていたり、暴言を吐かれている。自分を介抱してくれた結実と車内で一夜を過ごすが、既に同棲している恋人がおり、その恋人から多額の借金をし、結実にも金をせびっていた。
自分の本当に好きなものの話になると夢中になり、故郷の方言が出る。
独立してベンチャー企業立ち上げのパートナーに結実を誘うが、融資相談先で結実を置き去りにして逃げてしまう。
しかしその後、「ビストロ　フー」で働いていた結実へ直接謝罪をし、「シンフォニック表参道」を退職する。
退職後は門司と一緒に海辺のホテルレストランへ再就職する。
雨木太郎（あめき たろう）〈50〉
演 - 杉本哲太
社長。千佳の実父。たびたび雑誌やテレビに紹介される知名度とカリスマ性、経営手腕を持つが、部下に対し高圧的な態度をとり、男性に対してパワハラ、女性に対しては周囲の部下も巻き込む形でパワハラやセクハラを行なっているが本人は無自覚。
元妻の奏子や娘の千佳と会食した際はとりあえず丸く収めるために適当に話を終わらせており、元の家庭の生活事情には興味がない。
五月への性加害を巡り訴訟を起こされるが、そのやりとりの途中、雨木社長からパワハラを受けた男性部下に図らずも性加害における訴訟内容をリークされる形で週刊誌に記事を書かれ辞任、失業中の身となる。
週刊誌に訴訟内容とは全く関係のない著名人である自らの父親と絡めて色々な憶測を書かれた際には「俺は親父になにもしてもらったことねえよ」と小さくこぼしている。
土田数雄（つちだ かずお）〈48〉
演 - 吹越満
事業部部長。たま子の直属の元上司。
「シンフォニック表参道」の不振により、家族の前で雨木からパワハラを受けた上に担当を解任された後、藤村五月の性被害に関して証人として出て欲しいとたま子から頼まれるがそれを断り、五月の事件を世間に周知される形で週刊誌にリークしてしまう。
たま子や川奈が職場における被害を訴える様子には大袈裟だと冷笑し続けており、そのスタンス自体に最後まであまり変化は無かった。また、藤村五月の性被害に関して証人として出て欲しいとたま子に言われた際には協力をせず、「もし自分の娘が(藤村と)同じことをされたら俺は社長を殺す」とだけ話している。
西脇太一（にしわき たいち）〈57〉
演 - 田山涼成
社員。藍里や他の社員に対するセクハラの常習者で本人はそれを悪気なくコミュニケーションだと思っている節がある。シンフォニック表参道が休業後、土田と共に失業中の身となってしまう。
最終話では「ビストロ　フー」に行きたいがベビーカーがあるため階段を登れなくなっている親子グループのベビーカーを土田と2人で「ビストロ　フー」の入り口までたま子たちにバレないようにすべて運んだりするなどの行動をしている。「まず、子連れでレストランに来るなよ」という意見自体は土田と共に最後まで一貫して変化がなかった。

### ゲスト

#### 第1話
藤村五月（ふじむら さつき）〈32〉
演 - 菊池亜希子（高校時代：志田彩良）（第7話 - 第9話）
たま子の高校時代からの親友で同僚。「ライクダイニングサービス」の子会社が出した食中毒問題全ての責任を押し付けられ、幹部社員が見ている前で雨木から全裸になった上で謝罪するよう要求され、その命令に従う。
会社を退職し福井の実家に帰る前に、ビストロシェフの父から受け継いだレシピをたま子に渡す。
後に高村を連れてたま子と再会。当初、彼へ過去の体験を話さないままプロポーズをされ判断に迷っていたが、最終的に高村へ打ち明けると共に高村と共に過去へ向き合い雨木への提訴を決意する。
森村洋武（もりむら ひろむ）
演 - 庵原匠悟（第2話・第9話・第10話）
鏡子の息子。

#### 第2話
森村真三
演 - 丸山智己
鏡子の元夫。妻に母の介護を見させるだけで手助けもして来なかった。全ての家事がでたらめで迷惑を掛けられ夫婦生活は散々なものだったと、終始傲慢な態度は変わることがなく、息子の親権を争う構えを見せる。
大宗賢一
演 - 木村靖司
鏡子の担当弁護士。

#### 第3話
奏子
演 - 堀内敬子（第7話）
千佳の母。元夫・雨木太郎との離婚後、娘の千佳を引き取るが7年間も家事や育児を放棄し、さらに娘を置き去りにして住んでいた家を出て行く。捨ててから会っていない娘とオンラインゲーム上で再会する。
第7話で再婚・妊娠を機に北海道へ引っ越すことを決める。
半田未子
演 - ハマカワフミエ
千佳のインターネットカフェ仲間。
レポーター
演 - 新井恵理那
テレビ番組の取材で「シンフォニック表参道」を訪れ、たまたま客として居合わせた奈々美にインタビューする。
卸売業者の競り人
演 - 高野漁

#### 第4話
伊達和美
演 - 銀粉蝶（第9話・第10話）
原宿で著名なファッションデザイナー。知人の誕生会を開くつもりでいた「シンフォニック表参道」の予約をキャンセルし、心が温かくなれる料理に出会った「ビストロ フー」に予約替えし来店する。
第9話で再来店し、店やスタッフの成長を再評価する。また閉店に追い込まれた時にも、店の継続のために尽力した。
池辺
演 - 川口覚（第4話 - 第6話）
シンフォニック表参道従業員。藍里にストーカー行為を働き、交際を断った彼女に暴力を振るう。
事件は雨木ら上層部に隠蔽され、自身は九州（詳細は不明）に左遷される。

#### 第5話
秘書課の女
演 - 松本若菜
「ライクダイニングサービス」の秘書課の女性。土田の不倫相手。インド料理店で土田と痴話喧嘩をし、熱々のナンでひっぱたいたところを奈々美に目撃される。
ヴァイオリニスト
演 - 岡部磨知
「ビストロ フー」のバレンタインディナーの企画で、生演奏を担当する。
米田裕介
演 - 加藤慶祐（第6話）
融資相談として、マンションの一室で星野と結実が出会った男性。実態は女性を集めいかがわしい接待をさせており、結実を強引に引き止め星野に10万円を渡す。

#### 第6話
前園真聖
演 - 本人
ロビン
演 - ジョナサン・シガー
二人連れで「ビストロ フー」に来店。ハイジはロビンに好意を持ちデザートをサービスするが、二人とも奈々美の元カレだった。

#### 第7話
高村新
演 - 風間俊介（第8話・第9話）
五月が故郷で知り合った恋人。東京の旅行代理店に勤務。
ベーコン生産者
演 - 螢雪次朗
大月で限定販売しているまぼろしのベーコンの生産者。
まぼろしのベーコンを求めてたま子と千佳が牧場に訪れるが、そこで門司たちと遭遇。千佳と門司とでベーコンの入ったポトフ勝負をして千佳に軍配をあげた。千佳に軍配をあげた理由が、味ではなく「女性に使ってほしいから」とのセクハラ発言したことで、たま子に契約を破棄された。
寺川草輔
演 - 菅原大吉
奏子の再婚相手。

#### 第8話
几恭平
演 - 矢野聖人
ハイジの弟。自分の結婚式に兄を出席させたいと願い、「ビストロ フー」で二次会を開く。
藤村静子
演 - 藤田弓子
五月の母。普段は明るくお節介気味な性格だが、娘が受けた一件から、女性が仕事を続けることに不信感を持っていた。
雨木周太郎
演 - 横山歩（第10話）
雨木の息子。千佳とは異母姉弟にあたる。

#### 第9話
槙村
演 - LiLiCo
食材仕入れ業「槙村フーズ」をつとめる派手な女性。
杉崎
演 - 佐戸井けん太
ライクダイニングサービス社員。雨木の代理で謝罪と示談をする。

#### 第10話
きゃりーぱみゅぱみゅ
演 - 本人
「ビストロ フー」に来店。たま子や居合わせた客全員と共に、グラスを使ったCUPSパフォーマンスを行う。
持田
演 - 遠藤雄弥
「ビストロ フー」の常連客。アメリカ転勤前に、交際相手の佐野（演 - 入山法子）にプロポーズを決意していた。
花田
演 - 葵
結実の同級生で霞ヶ関に勤務。東大出身をひけらかしている。
里緒
演 - 西澤愛菜
洋武の初恋相手。

## スタッフ
- 脚本 - 坂元裕二
- 音楽 - 出羽良彰、羽深由理
- 演出 - 並木道子、加藤裕将
- 主題歌 - きゃりーぱみゅぱみゅ「もんだいガール」（ワーナーミュージック・ジャパン / unBORDE）[12][13][注 5]
- 料理指導 - 石井剛、宮本英也
- フードコーディネーター - 住川啓子、山﨑千裕、矢作繭子、エレディタート香織
- アクション監督 - 大内貴仁
- 選曲 - 谷口広紀
- 音響効果 - 本郷俊介
- スタントコーディネート - 鈴村正樹
- プロデュース - 清水一幸
- ラインプロデュース - 柴田圭子
- 制作著作 - フジテレビドラマ制作センター

## 放送日程
| 各話                                                          | 放送日  | サブタイトル                                | 演出     | 視聴率 |
| ------------------------------------------------------------- | ------- | ------------------------------------------- | -------- | ------ |
| 第1話                                                         | 1月15日 | セクハラパワハラ女は我慢しなきゃいけないの? | 並木道子 | 11.3%  |
| 第2話                                                         | 1月22日 | 夢への一歩! 開店は前途多難                  | 並木道子 | 08.4%  |
| 第3話                                                         | 1月29日 | 開店! 問題のあるレストラン                  | 加藤裕将 | 08.1%  |
| 第4話                                                         | 2月05日 | 憎きライバル店をぶっ潰せ!                   | 加藤裕将 | 08.9%  |
| 第5話                                                         | 2月12日 | バレンタイン決戦で奇跡が!                   | 並木道子 | 08.6%  |
| 第6話                                                         | 2月19日 | 遂に全員集合! 恋も新展開!?                  | 加藤裕将 | 10.0%  |
| 第7話                                                         | 2月26日 | 完全勝利! 女たちの決断は…                   | 並木道子 | 09.5%  |
| 第8話                                                         | 3月05日 | イケメンシェフ、引き抜き!?                  | 森脇智延 | 10.4%  |
| 第9話                                                         | 3月12日 | 衝撃急展開! ライバル解雇!?                  | 加藤裕将 | 09.0%  |
| 第10話                                                        | 3月19日 | 頑張れ女の子!                               | 並木道子 | 08.7%  |
| 平均視聴率 9.3%（視聴率はビデオリサーチ調べ、関東地区・世帯） |         |                                             |          |        |

## 受賞
- 第84回ザテレビジョンドラマアカデミー賞
  - 助演女優賞 （高畑充希）[15]
  - 松岡茉優も僅差で同部門第2位。
- ギャラクシー賞（放送批評懇談会）
  - 2015年3月度 テレビ部門 月間賞[16]

## 中国版ドラマ
2017年3月23日から、中国の騰訊視頻にて配信された。日本未公開。

### キャスト
- 唐玉（田中たま子に相当）：焦俊艶（チャオ・ジュンイェン）
- 王俊文（西脇太一に相当）：樊驛寧（ファン・イーニン）
- 袁千佳（雨木千佳に相当）：李凱馨（エレノア・リー）
- 莫奈（川奈藍里に相当）：呂夏（ルー・シャ）
- 許静（森村鏡子に相当）：劉潔涵（リサ・リュー）
- 陳絲雨（烏森奈々美に相当）：李墨之（リー・モズ）
- 潘亜楠（新田結実に相当）：焦仲慧（チャオ・チョンフイ）
- 楊大智（星野大智に相当）：安笑歌（アン・シャオゴ）
- 張士豪（几ハイジに相当）：葉子誠（イェ・ズチェン）
- 葉誠人（門司誠人に相当）：周詠軒（ワサー・チョウ）
- 葉賢：金士傑（ジン・スジェ）
- 袁睦（雨木太郎に相当）：湯鎮業（ケン・トン）
- 尹梅（藤村五月に相当）：劉敏涛（リュー・ミンタオ）

### スタッフ
- 制作：年青時候影視文化傳媒有限公司
- 演出：黄常祚
- プロデューサー：尚娜（シャンナ）